# Clelia (genre)
Genre
Synonymes
- Barbourina Amaral, 1924

Clelia est un genre de serpents de la famille des Dipsadidae.

## Répartition
Les espèces de ce genre se rencontrent du Mexique à l'Argentine.

## Liste des espèces
Selon The Reptile Database (28 août 2013) :
- Clelia clelia (Daudin, 1803)
- Clelia equatoriana (Amaral, 1924)
- Clelia errabunda Underwood, 1993
- Clelia hussami Morato, Franco & Sanches, 2003
- Clelia langeri Reichle & Embert, 2005
- Clelia plumbea (Wied, 1820)
- Clelia scytalina (Cope, 1867)

## Publication originale
- Fitzinger, 1826 : Neue classification der reptilien nach ihren natürlichen verwandtschaften. Nebst einer verwandtschafts-tafel und einem verzeichnisse der reptilien-sammlung des K. K. zoologischen museum's zu Wien, p. 1-67 (texte intégral).